# Chiesa dell'Assunta (Colonia)
La Chiesa dell'Assunta (in tedesco: St. Mariä Himmelfahrtskirche) è una parrocchiale cattolica di Colonia, in Germania.
Unico edificio controriformista in città, è la chiesa più importante di Colonia dopo il Duomo.
Sorge su Marzellenstraße, nei pressi della Stazione centrale.

## Storia e descrizione

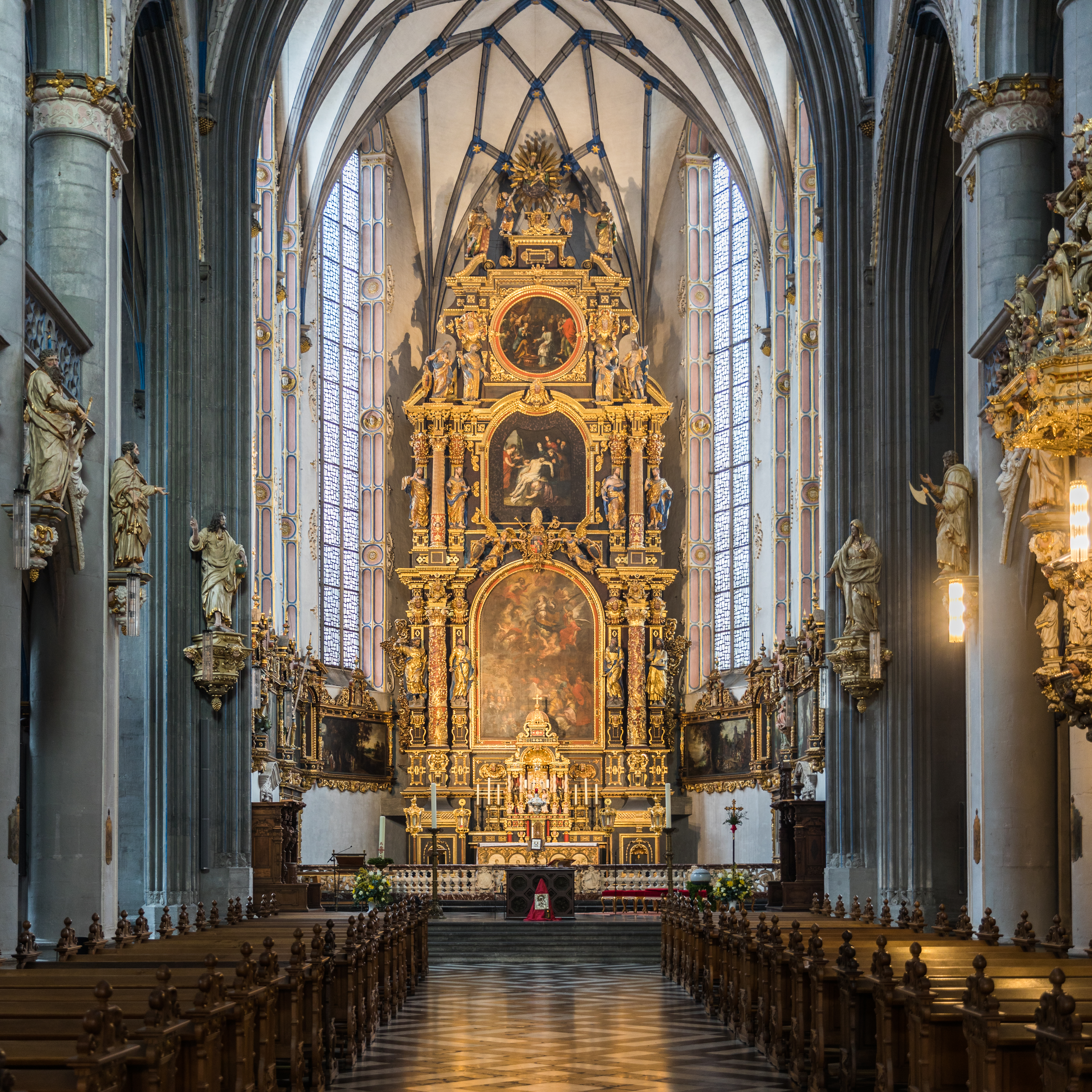
L'interno.

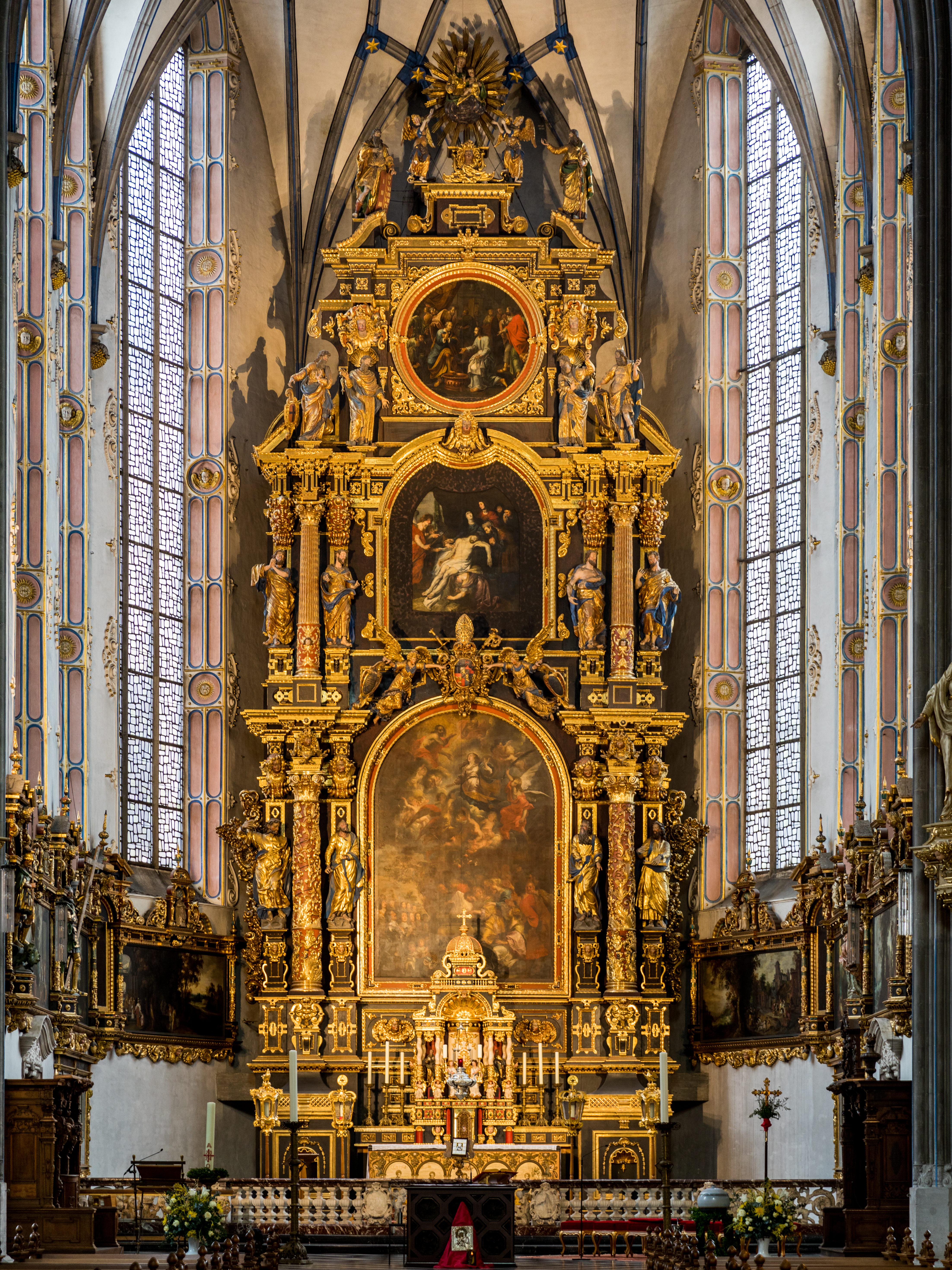
L'Altar Maggiore del 1628.

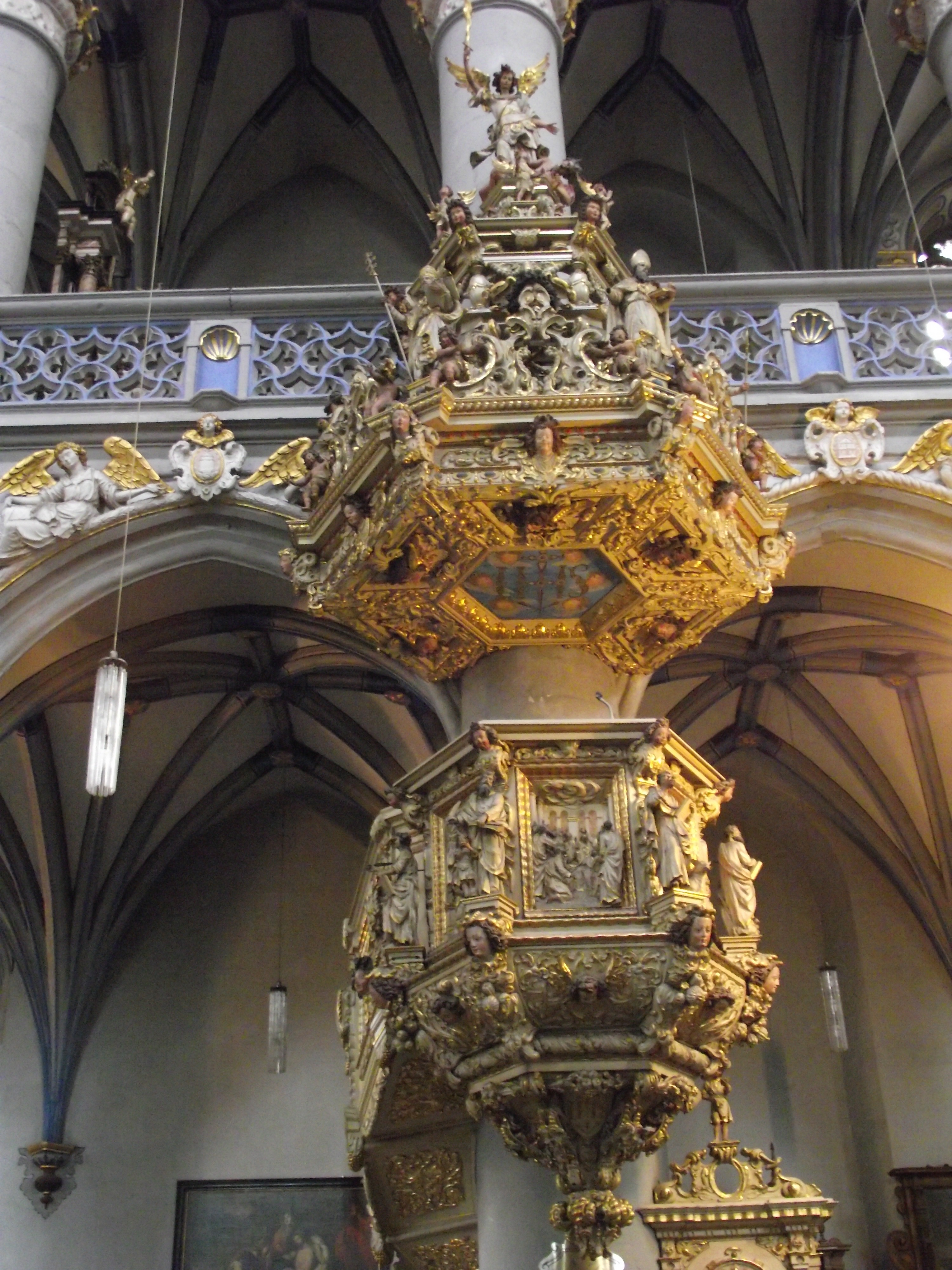
Il pulpito del 1634.

La chiesa, dedicata all'Assunta venne eretta per l'annesso Collegio gesuitico. La costruzione iniziò a partire dal 1618 su progetto dell'architetto Christoph Wamser, che la concepì in uno stile ancora goticizzante. Nel 1623 gli successe Valentin Boltz che si occuperà dell'interno. Venne consacrata già nel 1629 e terminata solo nel 1678.
Nel 1715 venne rifatto il Collegio gesuitico annesso.
Nel 1794 viene secolarizzata dai rivoluzionari francesi, che la trasformano in Tempio della Decade. Salvata dalla distruzione da un gruppo di cittadini al seguito del consigliere municipale Laurenz Fürth, dopo il Concordato del 1801 la chiesa viene di nuovo consacrata e aperta al culto cattolico; e nel 1803 venne elevata a parrocchiale.
Soffrì molto durante i bombardamenti della Seconda guerra mondiale, e venne restaurata fra il 1949 e il 1979. Il Collegio gesuitico è sede del Vicariato generale dell'Arcidiocesi di Colonia.

## Descrizione
Pur essendo costruita nel XVII secolo, in piena Controriforma, dove dominava lo stile barocco, la chiesa si presenta in un ibridi stile gotico, con elementi romanici e influssi barocchi. La grande facciata ne è l'esempio: chiusa fra due torri romaniche, aperta da un grande polifora gotica e sormontata da un timpano barocco. All'estremità orientale, addossata all'abside, è il massiccio campanile di stile romanico con copertura barocca.
L'interno è a pianta basilicale con profondo coro, e si presenta diviso in tre navate da alti arconi ogivali su pilastri cilindrici nei quali, a mezz'altezza, sono ricavati i matronei. Chiudono l'ambiente elaborate volte gotiche reticolate.
Se l'architettura ha un carattere gotico, l'arredamento è fastosamente barocco. Ai pilastri della navata centrale sono poste le statue degli Apostoli, e fra esse spicca il ricchissimo pulpito del 1634.
L'altar maggiore, in legno dorato, venne eseguito nel 1628 per volere del principe-arcivescovo Ferdinando di Baviera, e realizzato a Colonia dal laboratorio di Valentin Boltz. Composto su tre livelli, è alto ben 22,5 metri e si ispira a quello della gesuitica Chiesa di San Michele di Monaco di Baviera. Fra statue di Santi, profeti e angeli termina col gruppo della Madonna in Gloria fra Mosè ed Aronne. 
Dietro l'altare, una struttura su tre piani permette di scambiare le tele in funzione della liturgia. 
Pregevole anche il tabernacolo, quasi tutto originale, a forma di tempietto con colonne tortili e cupola, dotato dell'Expositorium. A forma di rullo centrale un meccanismo a manovella lo fa ruotare per mostrare il Santissimo Sacramento contenuto all'interno e sormontato dal gruppo di Dio padre fra le nuvole. Contemporaneamente il movimento sposta i due angeli-candelabri frontali.

## Galleria d'immagini

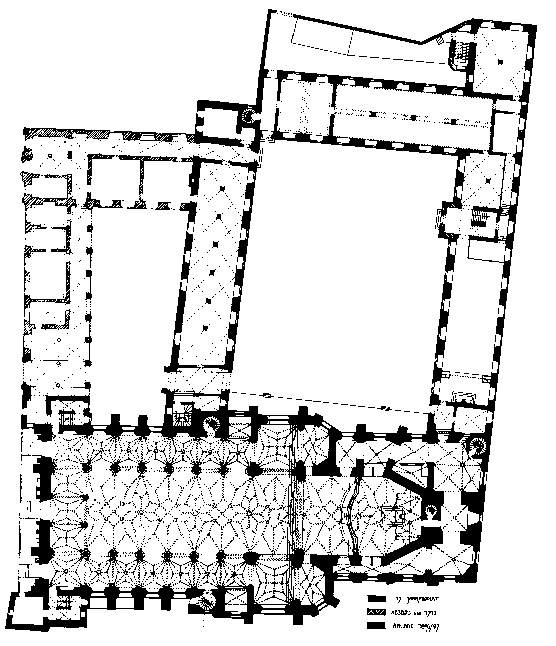
Pianta del complesso.
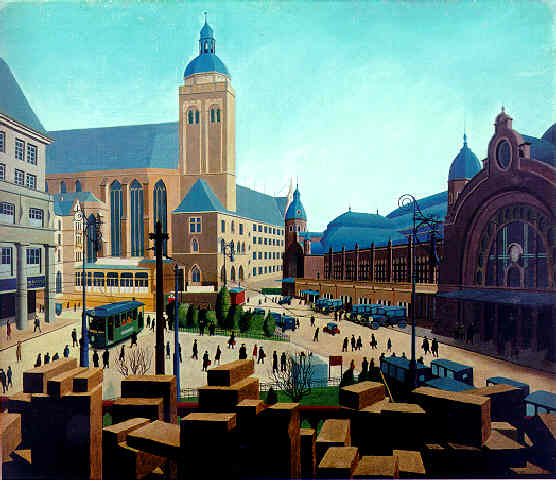
La chiesa e la Stazione centrale nel 1927.
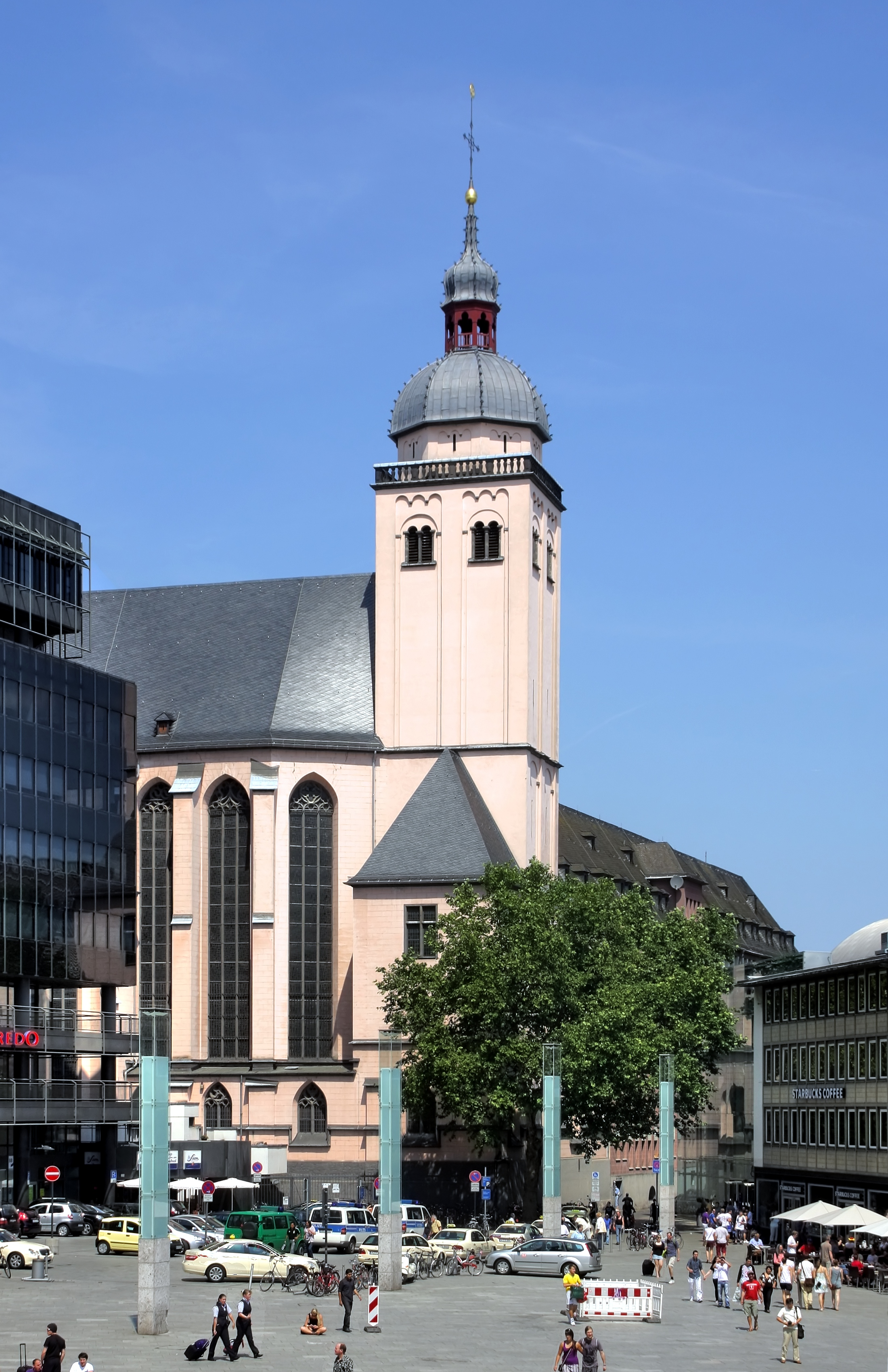
L'abside e il campanile.